# Ocomtún
Ocomtún est un site archéologique maya du Mexique découvert lors de campagnes lidar et de fouilles en mai et juin 2023,,. La ville se trouve dans le centre de la péninsule du Yucatán, dans l'État du Campeche, près de la cité maya de Calakmul, dans un secteur dense de la forêt tropicale,. Elle comporte plusieurs pyramides d'une quinzaine de mètres de hauteur,. Le site aurait été occupé principalement pendant le Postclassique mésoaméricain entre 600 et 800 et serait tombé en ruine autour de l'an 1000 au moment de l'effondrement de la civilisation maya,.